# Elmar Braun (Politiker)

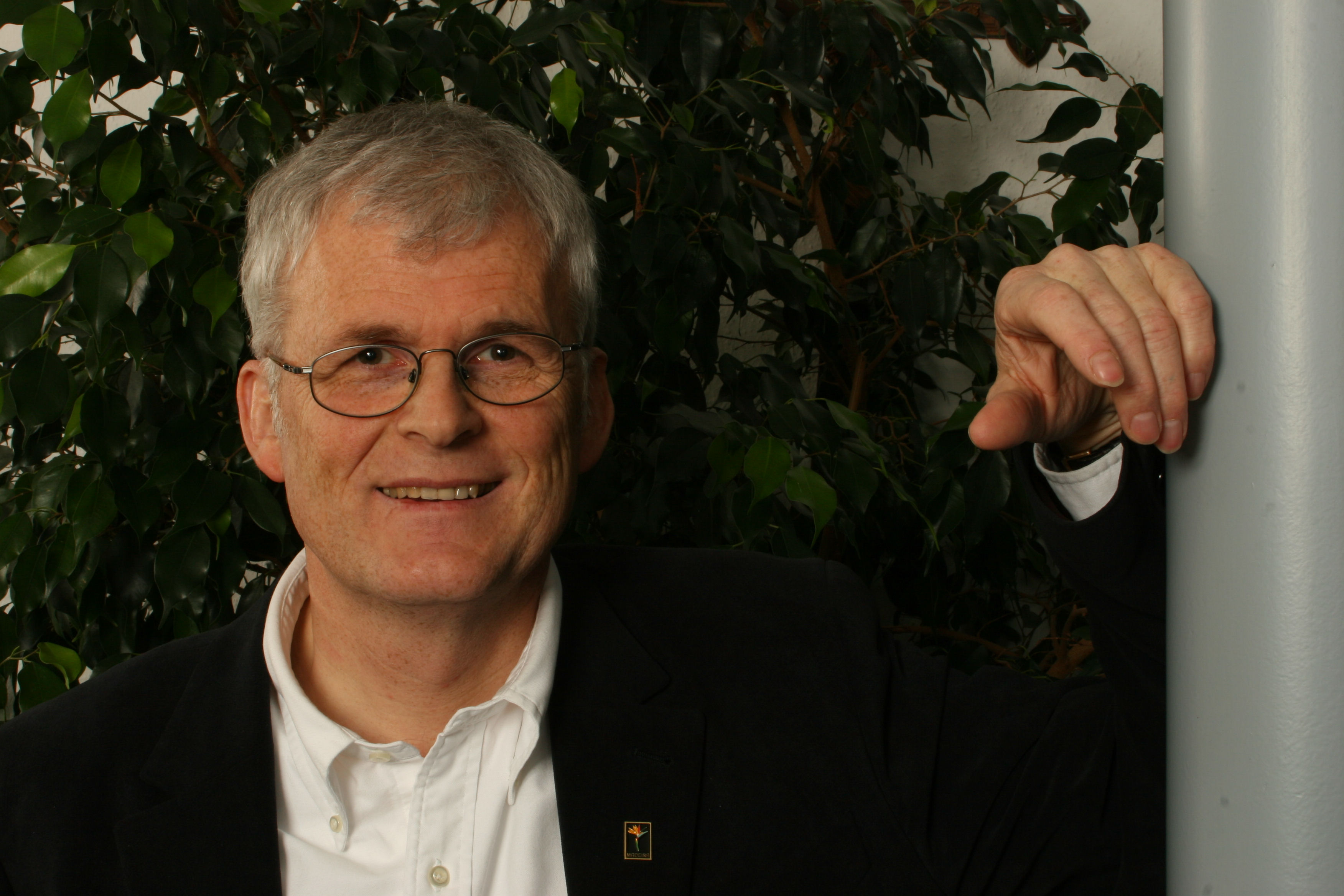
Elmar Braun 2007

Elmar Braun (* 16. April 1956 in Sulmingen, heute Teil der Gemeinde Maselheim im Landkreis Biberach) ist ein deutscher Kommunalpolitiker. Er war von 1991 bis 2023 Bürgermeister von Maselheim und bei seiner Wahl der erste Bürgermeister Deutschlands, der den Grünen angehörte.

## Leben
Elmar Braun wuchs auf dem elterlichen Bauernhof in Sulmingen auf. Nach dem Besuch der Grundschule in Sulmingen, dem Wielandgymnasium in Biberach an der Riß sowie dem  Benediktinerkolleg in Laupheim legte er die Mittlere Reife an der Realschule Schwendi ab.
1973 begann er eine Ausbildung zum Biologielaboranten bei der Firma Dr. Karl Thomae GmbH in Biberach (heute Boehringer Ingelheim). Danach war er 14 Jahre in der biologischen Forschung und als freigestellter Betriebsrat tätig. Im Nebenerwerb bewirtschaftete er von 1976 bis 1991 den elterlichen Hof als Bioland-Betrieb.
Elmar Braun ist geschieden und hat drei Kinder.

## Politik
Über den Naturschutz und den biologischen Landbau kam er 1983 zu den Grünen. Allerdings war Braun auch schon zuvor kommunalpolitisch aktiv. Von 1979 bis 1991 gehörte er dem Ortschaftsrat in Sulmingen an. Von 1984 bis 1989 war er ebenfalls Gemeinderat in Maselheim. Von 1986 bis 2024 war er Mitglied im Kreistag des Landkreises Biberach. 
Am 24. März 1991 trat er für die Grünen bei der Bürgermeisterwahl in Maselheim an und setzte sich mit 53 Prozent der abgegebenen Stimmen gegen zwei Mitbewerber durch. 1999 wurde er mit knapp 70 Prozent der abgegebenen Stimmen, 2007 mit 82,4 Prozent und 2015 mit 85,1 Prozent wiedergewählt. Bei der Bürgermeisterwahl 2023 trat er nicht erneut an.
Von 1986 bis 1990 gehörte er dem erweiterten Landesvorstand der baden-württembergischen Grünen an.
2025 wurde Braun der Verdienstorden des Landes Baden-Württemberg verliehen.

## Schriften
- Praxistest Kommunalpolitik. In: Barbara Remmert, Hans-Georg Wehling (Hrsg.): Die Zukunft der kommunalen Selbstverwaltung. Kohlhammer, Stuttgart 2012, ISBN 978-3-17-022012-6.
- Ausnahmen von der Regel – keine Regel ohne Ausnahme. In: Paul Witt (Hrsg.): Karrierechance Bürgermeister. Leitfaden für die erfolgreiche Kandidatur und Amtsführung. Richard Boorberg Verlag, Stuttgart, 2., neu bearbeitete Auflage 2016, ISBN 978-3-415-05415-8.
- Pionierarbeit leisten. In: Mathis Dippon, Prof. Paul Witt (Hrsg.): Herausforderung Bürgermeisteramt. Kommunales Leadership zwischen Tradition und Transformation. Richard Boorberg Verlag, Stuttgart, 2024, ISBN 978-3-415-07646-4.
- Krisenresilienz - Was deutsche Kommunen von Taiwan lernen können. Mit: Jürgen Kegelmann, Vanessa Watkins, Osman Bayraktar. In: Kommunales Management im Wandel, Internationale Perspektiven für den deutschsprachigen Raum, KGSt Kommunale Gemeinschaftsstelle für Verwaltungsmanagement, Köln, Bericht Nr. 17/2024